# اسکار جانادا
اسکار جانادا (به انگلیسی: Óscar Jaenada) (زاده ۴ می ۱۹۷۵) بازیگر اسپانیایی است. جانادا بازیگری را از سیزده‌سالگی و با نمایش‌نامه‌ای از شکسپیر آغاز کرد.

## فیلم‌شناسی

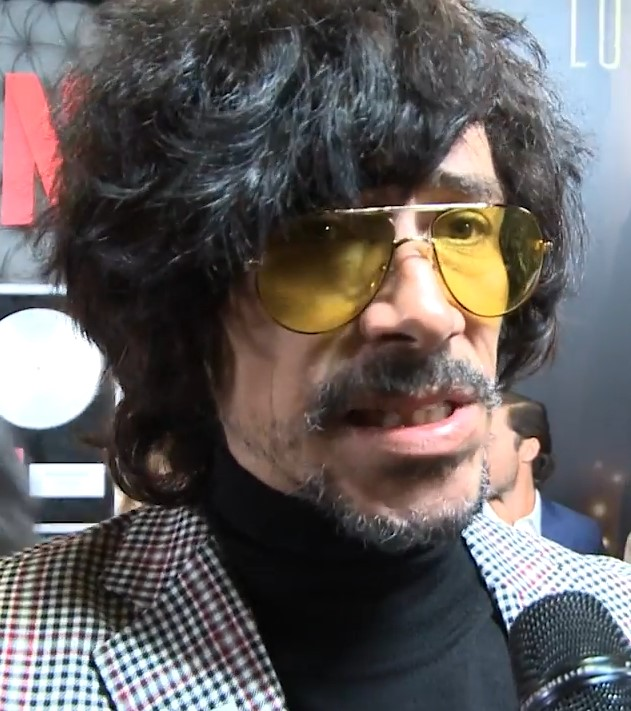
جانادا در سال ۲۰۱۸

| سال  | فیلم                                         | نقش              |
| ---- | -------------------------------------------- | ---------------- |
| ۲۰۰۳ | نوامبر                                       | آلفردو           |
| ۲۰۰۵ | کامارون                                      | کامارون دلا ایسا |
| ۲۰۰۸ | چه                                           | دیوید آردازولا   |
| ۲۰۱۰ | بازنده‌ها                                     | سوگر             |
| ۲۰۱۱ | دزدان دریایی کارائیب: سوار بر امواج ناشناخته | افسر اسپانیایی   |
| ۲۰۱۲ | نور سرد روز                                  | دونئو دی فابریک  |
| ۲۰۱۵ | کانتینفلاس                                   | ماریو مورنو      |
| ۲۰۱۶ | طلا                                          | گوریا مندی       |
| ۲۰۱۶ | آب‌های کم‌عمق                                  | کارلوس           |
| ۲۰۲۱ | آشوب مدام                                    | ویلف             |

## جوایز
| سال  | عنوان                        | دسته‌بندی              | فیلم       | نتیجه |
| ---- | ---------------------------- | --------------------- | ---------- | ----- |
| ۲۰۰۳ | جایزه گویا                   | بهترین بازیگر تازه‌کار | نوامبر     | پیروز |
| ۲۰۰۵ | جایزه گویا                   | بهترین بازیگر         | کامارون    | پیروز |
| ۲۰۰۵ | دایره نویسندگان سینما        | بهترین بازیگر         | کامارون    | پیروز |
| ۲۰۰۷ | جشنواره بین‌المللی فیلم برلین | ستاره نوظهور          | خودش       | پیروز |
| ۲۰۱۵ | جایزه آریل                   | بهترین بازیگر         | کانتینفلاس | پیروز |